# تود واتكينز
تود واتكينز (بالإنجليزية: Todd Watkins)‏ هو لاعب كرة قدم أمريكية أمريكي، ولد في 22 يونيو 1983 في سان دييغو في الولايات المتحدة.

## وصلات خارجية
- تود واتكينز على موقع مرجع كرة القدم المحترفة.كوم (الإنجليزية)